# Torrent de la Griaz
Le torrent de la Griaz est un torrent de France situé en Haute-Savoie, dans la vallée de Chamonix.

## Géographie

### Parcours
Il prend sa source au glacier de la Griaz, sur l'ubac de l'aiguille du Goûter, et se jette dans l'Arve au niveau des Houches, entre le chef-lieu et le hameau de la Griaz, juste après avoir franchi la route nationale 205 au moyen d'un pont-rivière. La longueur de son cours est de 4 km.

### Régime hydrologique
Torrent sujet à des crues subites pouvant prendre la forme de laves torrentielles, son lit inférieur est aménagé à l'aide de restanques et totalement canalisé lors de sa traversée du village des Houches, y compris avec un pont-rivière.
Le 13 juillet 1895, une crue détruit le pont situé au niveau des Houches et fait réévaluer la pertinence du tracé de la ligne de Saint-Gervais-les-Bains-Le Fayet à Vallorcine en rive gauche de l'Arve. Le projet est alors modifié pour emprunter la rive opposée ce qui entraîne la construction du viaduc Sainte-Marie et l'éloignement du village de la gare des Houches alors implantée en rive droite.
Ces nombreuses crues dans la partie inférieure de son cours à son arrivée dans le fond de la vallée de Chamonix est liée à la constitution d'un cône de déjection commun avec le torrent du Bourgeat en rive droite, entre le village des Houches et le hameau de Taconnaz et sur lequel sont implantés les hameaux de la Griaz, Saint-Antoine, le Bourgeat, les Granges et le Pont,.

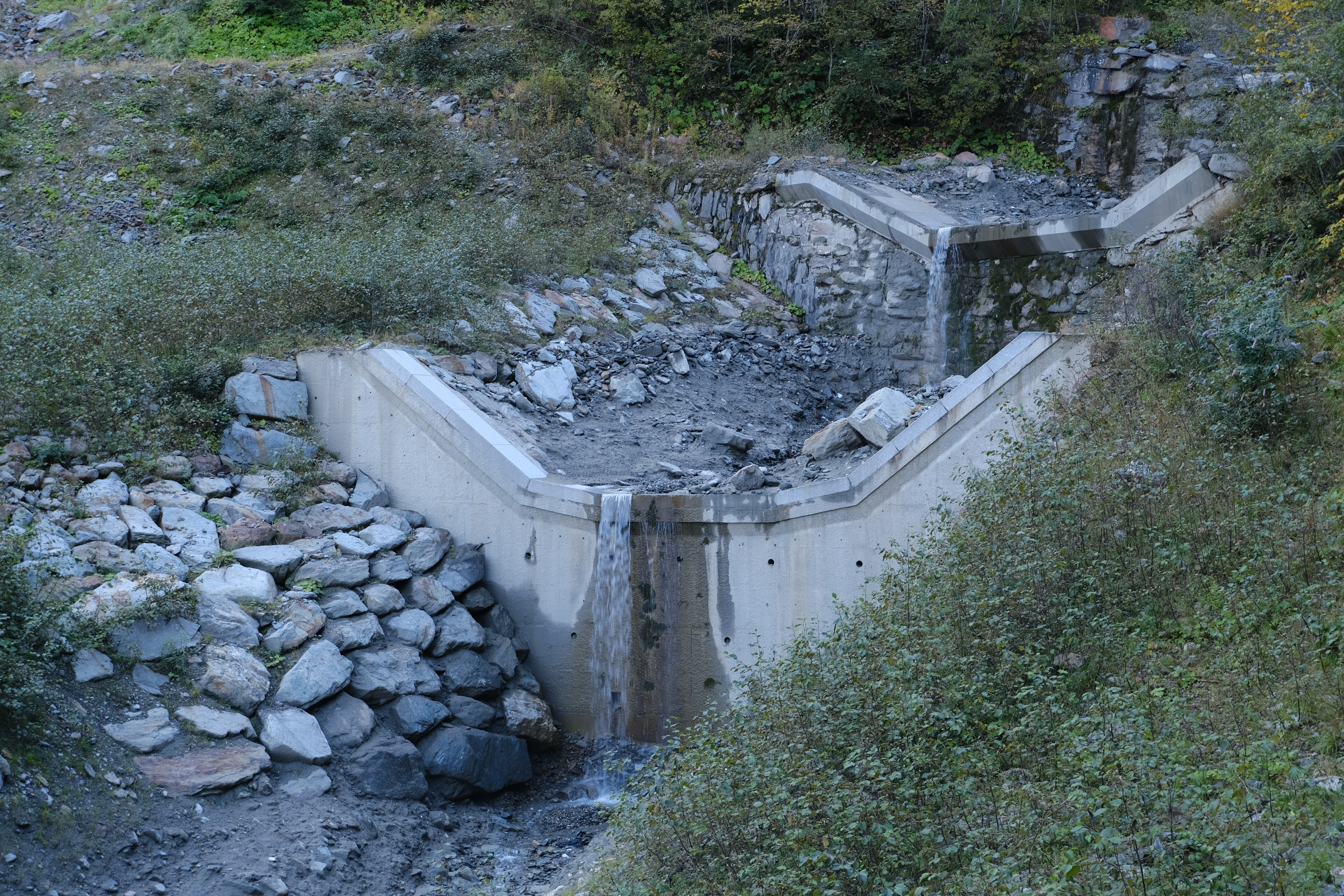
Restanques dans le lit du torrent.

### Affluents
Le torrent de la Griaz compte plusieurs petits affluents non nommés et plus ou moins temporaires, également situés sur la seule commune des Houches dans le canton de Chamonix-Mont-Blanc.

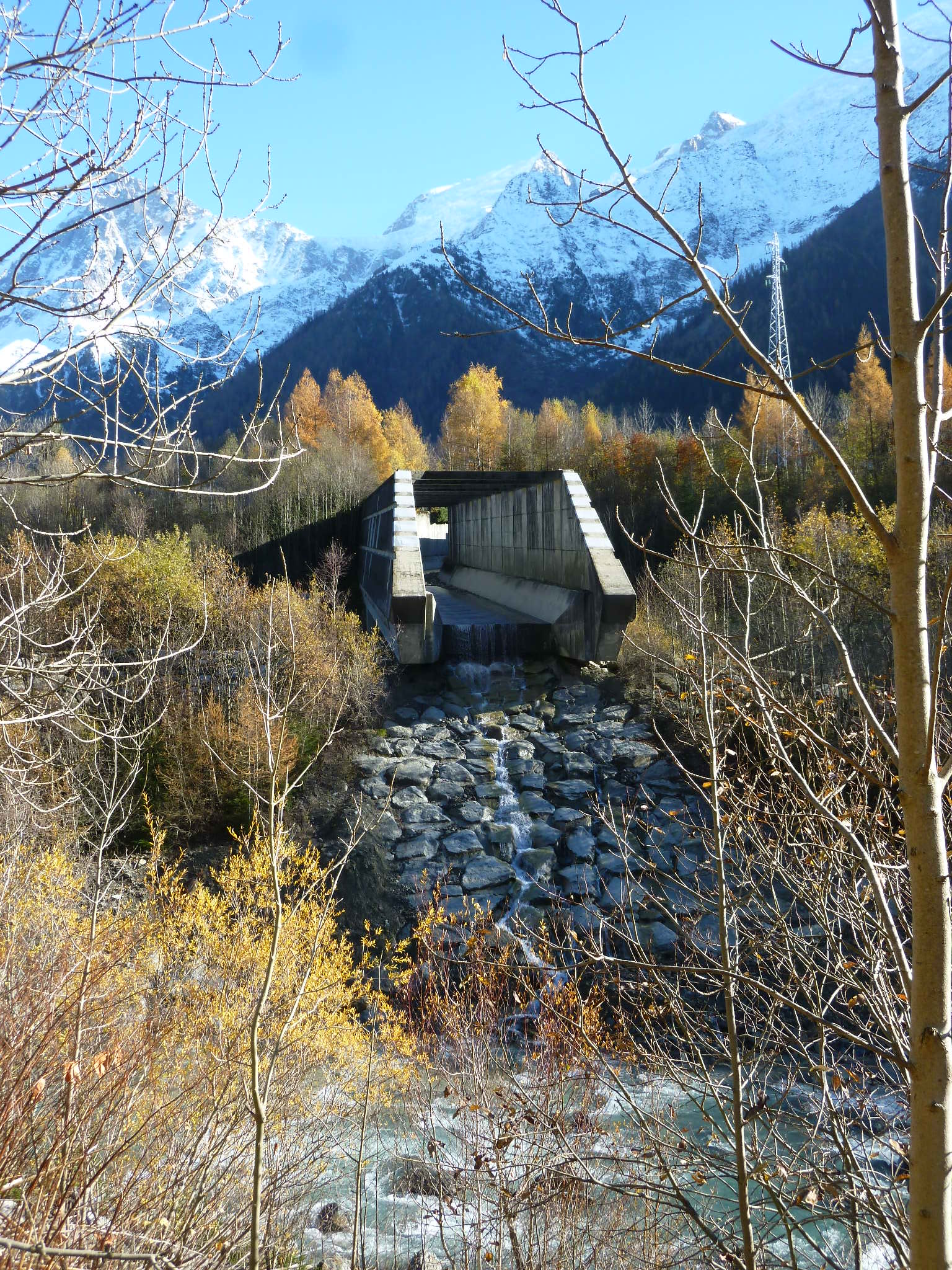
Confluence du torrent de la Griaz dans l'Arve à sa sortie du pont-rivière sur la route nationale 205.

### Commune et canton traversés
Le torrent de la Griaz est entièrement situé dans la commune des Houches dans le canton de Chamonix-Mont-Blanc, dans l'arrondissement de Bonneville.